# Hellinsia conscius
Hellinsia conscius là một loài bướm đêm thuộc họ Pterophoridae. Nó được biết đến ở Kenya.